# اقتباس استهلالي
الاقتباس الاستهلالي في الأدب هو عبارة أو اقتباس أو قصيدة تُوضع في مستهل وثيقة أو دراسة أو قسم منها. قد تكون الاقتباس الاستهلالي بمكانة مقدمة للعمل؛ أو ملخص أو مثال مضاد؛ أو رابطًا من العمل إلى قانون أدبي أوسع،  بغرض إما الدعوة إلى المقارنة أو إدراج سياق تقليدي.